# 1931 v loďstvech
Tento článek obsahuje významné události v oblasti loďstev v roce 1931.

## Lodě vstoupivší do služby
- 12. března –  Hr. Ms. Van Nes – torpédoborec třídy Admiralen

- 11. července –  ARA Veinticinco de Mayo (C-2) – těžký křižník třídy Veinticinco de Mayo

- 18. července –  ARA Almirante Brown (C-1) – těžký křižník třídy Veinticinco de Mayo

- září –  Jeanne d'Arc – cvičný křižník

- ? –  Colbert – těžký křižník třídy Suffren

- ? –  Foch – těžký křižník třídy Suffren